# Envero Vol. 1
Envero Vol. 1 es el octavo álbum de estudio del artista puertorriqueño Manny Montes. 
En este álbum cuenta con la participación de Funky, Alex Zurdo, Jay Kalyl y Practiko. 
Los sencillos de este álbum son «El Personaje», «Respira» y «El Mismo Lugar».

## Lista de canciones
| N.º | Título                              | Productor(es)                | Duración |  |
| 1.  | «El Mismo Lugar»                    | Kaldtronik                   | 4:00     |  |
| 2.  | «Subiendo» (Feat. Funky)            | Ray El Ingeniero, Royal Team | 3:33     |  |
| 3.  | «Yo No Me Quito» (Feat. Alex Zurdo) | Barajas                      | 3:34     |  |
| 4.  | «Confío» (Feat. Jay Kalyl)          | Los Legendarios              | 3:18     |  |
| 5.  | «Esto Se Prendió» (Feat. Practiko)  | Los Legendarios              | 3:16     |  |
| 6.  | «El Personaje»                      | Jayco                        | 4:04     |  |
| 7.  | «Respira»                           | El Zoprano                   | 3:31     |  |